# Boril de Bulgaria
Boril (en búlgaro: Борил) reinó como zar de Bulgaria desde 1207 hasta 1218. Era el hijo de una hermana de nombre desconocido de su predecesor Kaloján. 

## Ascenso al trono
No está claro si Boril participó en el asesinato de Kaloján ante los muros de Tesalónica en 1207, pero los herederos del fallecido, sus primos Iván Asen y Alejandro, huyeron del país con la ascensión de Boril al trono, primero a refugiarse con los cumanos y más tarde en Galicia. Boril se casó con la viuda de Kaloján, una princesa cumana cuyo nombre se desconoce pues no se registra en los documentos, a menos que fuese la Ana (Anisia) mencionada en el Sínodo de la Iglesia búlgara.

## Continuas rebeliones e inestabilidad

Bulgaria bajo el reinado de Boril.

El intento de Boril de proseguir con la política exterior de Kaloján resultó fallido. Desde el comienzo de su reinado, los miembros de su familia se le opusieron. Su hermano Strez, asistido por el gran zupan serbio Esteban Nemanjić, se apoderó de la fortaleza de Prosek, desde la cual acometió campañas en Macedonia. El primo y aristócrata de Boril, Alejo Slav se declaró independiente, y se estableció en la región de Pirin, con la ciudad de Melnik como capital. Para empeorar la situación, el emperador latino Enrique de Flandes derrotó a Boril en Plovdiv en 1208, pese a la victoria obtenida en la anterior batalla de Boruy.  Así, el norte de Tracia y las fortalezas en Rodope cayeron en manos latinas.
Ya sea como consecuencia de un conflicto militar o como resultado directo de las negociaciones de paz, en 1209 la corte le otorgó a Strez el título de sebastocrátor (un grado inferior al de déspota), lo que hizo de él un aliado de Boril hasta su muerte en 1214. Mientras tanto, Boril encontró resistencia interna en la nueva rebelión de cuatro nobles cumanos acaecida en Vidin en 1211 (o 1213 según algunas fuentes). Boril no podía enfrentarse a ella por su cuenta y no podía esperar ayuda de los serbios o de los latinos, ni de las facciones divididas de los boyardos. La única alternativa para Boril fue solicitar ayuda a Hungría. Un ejército mandado por el conde Joaquín Türje aplastó a los rebeldes y se apoderó de Vidin. Boril tuvo que ceder la zona de Belgrado al Reino de Hungría como precio por el apoyo húngaro.

## Política religiosa y alianzas matrimoniales
En 1211 Boril convocó a un sínodo de la Iglesia en la capital, Tarnovo, que conmemoró el celebrado en 1111 por el emperador Alejo I Comneno, y del mismo modo, condenó a los bogomilos. Casi al mismo tiempo, Boril preparó el matrimonio de su hijastra (hija de Kaloján) María (el nombre es dudoso) con Enrique de Flandes, y envió a Constantinopla a la novia con numerosos regalos. Poco después, Boril puede haberse casado con una hija de Andrés II de Hungría, pero hay pocas pruebas de esta unión. Otro matrimonio se proyectó en 1214 entre la hija de Boril y el hijo de Andrés II, el futuro Bela IV de Hungría, pero nunca se llevó a cabo. 

## Derrota y fallecimiento
La alianza con el Imperio latino, el Reino de Hungría y el Despotado de Epiro arrastraron a Boril a una guerra contra Serbia, en la que poco pudo hacer, especialmente después del asesinato de su hermano Strez en 1215. Con la muerte de Enrique en 1216 y la partida de Andrés II a la Quinta Cruzada, Boril perdió a sus principales aliados. En 1217 o 1218 Iván Asen, su primo, regresó del exilio y derrotó a Boril, quien se encerró en Tarnovo. Después de un asedio de unos siete meses (en lugar de los «siete años» de las fuentes bizantinas), Boril huyó de la capital, que se entregó a Iván Asen. Boril fue capturado durante su fuga, cegado y relegado a un monasterio.